# کاترین مالابو
کاترین مالابو (انگلیسی: Catherine Malabou؛ زادهٔ ۱۹۵۹) یک زبان‌شناس، و فیلسوف اهل فرانسه است. او یکی از استادان دانشگاه کینگستون در لندن است.
در فلسفه مالابو مفهوم "شکل پذیری" یا "پلاستیسیته" (Plasticity) مهم است ، که وی بخشی از آن را از آثار فیلسوف آلمانی، گئورگ ویلهلم فردریش هگل و نیز از علم پزشکی استخراج کرد، به عنوان مثال از کار بر روی سلول های بنیادی و از مفهوم نوروپلاستیک. در سال 1999 ، مالابو تز دکترای خود را زیر نظر دریدا  با عنوان «آیندۀ هگل» منتشر کرد. کتابهای بعدی مربوط به تلاقی بین علوم اعصاب ، روانکاوی و فلسفه است که از طریق پدیده آسیب روانی تصور می شود.
او همزمان با اکتشافش در علوم اعصاب ، تعهد فزاینده ای به فلسفه سیاسی داشته است. این تعهد اولین بار در کتاب او با عنوان «با مغرهایمان چه باید  بکنیم» بروز یافت.
مالابو در حال نوشتن کتابی با آدریان جانستون در زمینه تأثیرات در دکارت ، اسپینوزا و علوم اعصاب است و در پرتو جدیدترین اکتشافات بیولوژیک (عمدتاً اپی ژنتیک) کتاب جدیدی در مورد معنای سیاسی زندگی تهیه می کند. در کار اخیر او، از مفهوم ساختۀ جورجیو آگامبن در مورد "زندگی برهنه" و مفهوم مرود استفادۀ میشل فوکو در مورد انرژی زیستی بحث خواهد شد.